# Elin Gustafsson
För den socialdemokratiska politikern med samma namn, se Elin Gustafsson (politiker).
Elin Dagmar Gustafsson, född 26 september 1887 i Riihimäki, död där 11 mars 1981, var en finländsk konstnär. 
Gustafsson studerade vid Finska konstföreningens ritskola 1905–1909 och vid Centralskolan för konstflit 1910–1911. Fortsatta studier bedrev hon vid Helsingfors universitets ritsal 1909 och 1913–1914 vid Académie Moderne i Paris. Hennes produktion består av oljemålningar, akvareller, pasteller och teckningar. Huvudsakliga motiv är självporträtt, porträtt av hennes närmaste krets i Riihimäki, stilleben och landskap från hennes hemtrakt. I början stod hon koloristiskt nära Novembergruppens mörkstämda måleri, men hon tog även intryck av Paul Cézannes konst och sina lärare i Paris. Hon arbetade också som teckningslärare och hennes konstnärsbana präglades av hennes intresse för teosofi. Redan 1920 anslöt hon sig som en av de första till det teosofiska sällskapet Rosen-korset.